# Râul Izvorul Gropii, Bâsculița
Râul Izvorul Gropii este curs de apă din Munții Buzăului. Este unul din cele două brațe care formează râul Bâsculița. 

## Hărți
- Harta Siriu - Trasee Montane
- Harta Munții Buzăului [nefuncțională – arhivă]